# 三氧化二铬
三氧化二铬是一个无机氧化物，化学式为Cr2O3，其中的铬为+3氧化态。三氧化二铬是常见的铬氧化物之一，用于制取其他铬化合物。

## 结构
Cr2O3晶体结构与Al2O3类似，氧原子为立方紧密堆积结构，铬占2/3的八面体空隙。它在307K（奈尔温度）下呈反铁磁性。

## 化学性质

### 和金属的反应
三氧化二铬与铝粉的混合物点燃会发生铝热反应，生成单质铬及三氧化二铝。该反应与以Fe2O3和Fe3O4作反应物的传统铝热反应不同，只会发出耀眼的光，而火花、烟雾及声音很少。

### 和非金属的反应
三氧化二铬亦可被非金属还原，和碳反应，产生铬单质并放出碳的氧化物：
Cr2O3 + 3 C → 2 Cr + 3 CO
2 Cr2O3 + 3 C → 4 Cr + 3 CO2
和硼反应部分被还原：
2 Cr2O3 + 7 B → CrB + Cr3B2 + 2 B2O3
和氯在440℃反应形成三氯化铬：
2 Cr2O3 + 6 Cl2 → 4 CrCl3 + 3 O2

### 和酸、碱的反应
Cr2O3为两性氧化物，溶于酸生成铬(III)离子，与碱共熔生成亚铬酸盐（CrO2−）。
三氧化二铬和浓硝酸的反应会生成二氧化铬：
Cr2O3 + 2 HNO3 → 2 CrO2 + 2 NO2 + H2O
和更强的氧化剂，如高锰酸反应，则被氧化为三氧化铬。
和硫化氢加热反应，产生硫化铬：
Cr2O3 + 3 H2S → Cr2S3 + 3 H2O

## 生产及应用
三氧化二铬是许多铬化合物及铬配合物受热分解的最终产物，铬酸盐及重铬酸盐在还原剂存在下灼烧也会得到三氧化二铬。
三氧化二铬主要以铬铁矿（Fe(CrO2)2）为原料制取。工艺中先将铬铁矿氧化为重铬酸钠（Na2Cr2O7），再用碳或硫单质还原，即可得到三氧化二铬。
水合三氧化二铬是铬绿色料的主要成分。